# Jan Gawroński (sportowiec)
Jan Feliks Gawroński (ur. 9 czerwca 1933 w Otwocku, zm. 11 grudnia 2023) – piłkarz reprezentacji Polski, grał na pozycji napastnika.

## Kariera klubowa
Wychowanek Startu Otwock. W drużynie z Otwocka spisywał się bardzo dobrze już w wieku 19 lat. Jego gra przyciągała na stadion wysłanników znanych klubów warszawskich: Legii, Polonii oraz Gwardii.
W wieku 19 lat przeszedł do Polonii, pierwszego powojennego mistrza Polski. Trenerzy zespołu z Konwiktorskiej zauważyli go podczas regularnych spotkań towarzyskich granych między klubami. Start Otwock i Polonia były bowiem klubami kolejowymi.
Gawroński przeszedł do „Czarnych Koszul” w nie najlepszym momencie, było to bowiem w sezonie, w którym zespół z Konwiktorskiej spadł do II ligi. Na osłodę pozostał im Puchar Polski.
Rok później został jednak zauważony, i jako młody utalentowany zawodnik, podkupiony przez Legię Warszawa. W klubie z Łazienkowskiej rozegrał tylko 1 spotkanie, 28 marca 1954 z Lechem Poznań (0:0). Wszedł na boisko w 46 minucie.
Grał również w Lidze Mistrzów z Gwardią i zdobył 3 bramki w Pucharze Europy.
Zmarł 11 grudnia 2023. Został pochowany na cmentarzu parafialnym w Otwocku.

## Kariera reprezentacyjna
Jan Gawroński wystąpił trzykrotnie w reprezentacji Polski i strzelił 1 bramkę. Debiutował w meczu z Bułgarią (29 września 1957 roku, 1:1 w Sofii), a ostatni raz wystąpił w meczu z Finlandią (18 października 1959 roku, 3:1 w Helsinkach).